# Camp de déplacés Bulengo
Le camp de déplacés de Bulengo est l'un des nombreux sites d'accueil pour les personnes déplacées internes (PDI) en République démocratique du Congo (RDC). Situé dans la ville de Goma, dans la province du Nord-Kivu, ce camp a été établi pour abriter des populations contraintes de fuir leurs foyers en raison des conflits armés persistants et des crises humanitaires dans la région des Grands Lacs,.

## Historique
La région du Nord-Kivu est depuis plusieurs décennies marquée par des conflits récurrents, impliquant divers groupes armés, des forces gouvernementales et des intérêts étrangers. Ces conflits, combinés à des catastrophes naturelles comme les éruptions volcaniques et les glissements de terrain, ont forcé des millions de personnes à abandonner leurs maisons.
Le camp de Bulengo a été créé pour répondre à la situation humanitaire critique. Il accueille principalement des populations déplacées par les violences perpétrées par des groupes armés tels que le Mouvement du 23 mars (M23) et les milices locales, mais aussi par l'insécurité généralisée dans les territoires voisins.

## Caractéristiques du camp

Une condition de vie déplorable des déplacés de guerre dans le camp Bulengo

### Population
Le camp de Bulengo abrite plusieurs milliers de déplacés internes, majoritairement des femmes et des enfants. Les chiffres fluctuent en fonction des vagues de déplacement. En 2023, le camp comptait environ 100 000 résidents,.

### Infrastructures
- Les abris dans le camp sont souvent constitués de tentes en bâches plastiques fournies par des organisations humanitaires [8]
- Les infrastructures sanitaires, bien que présentes, sont insuffisantes pour répondre aux besoins de la population. Le manque d'eau potable et d'installations d'hygiène est un défi majeur[9].

### Conditions de vie
Les conditions dans le camp sont précaires. La surpopulation, le manque de nourriture, et l'accès limité aux services de santé exacerbent les souffrances des résidents. Les femmes et les enfants sont particulièrement vulnérables aux violences basées sur le genre et à d'autres formes d'abus.

## Problèmes majeurs dans le camp

### Malnutrition
La malnutrition est l’un des problèmes les plus graves dans le camp de Bulengo. Le Programme alimentaire mondial (PAM) et d'autres ONG tentent de fournir de l'aide alimentaire, mais les quantités restent insuffisantes pour répondre aux besoins. Les enfants souffrent particulièrement de malnutrition aiguë sévère, qui peut entraîner des retards de croissance irréversibles et une mortalité élevée. La rareté des repas et leur faible valeur nutritionnelle aggravent la situation, mettant en péril la santé des résidents.

### Manque d'hygiène et insalubrité
Les conditions d'hygiène dans le camp sont catastrophiques. Le manque d'accès à l'eau potable et l'insuffisance des latrines augmentent les risques de maladies infectieuses. Les déchets s'accumulent souvent près des abris, créant un environnement propice à la prolifération des parasites et des maladies. Les efforts pour améliorer la gestion des déchets et fournir des kits d'hygiène sont limités par les contraintes budgétaires.

### Fièvre typhoïde
La fièvre typhoïde est un problème de santé récurrent dans le camp, en raison de la contamination des sources d'eau et des mauvaises pratiques d'assainissement. Cette maladie, qui se transmet par l'ingestion d'eau ou de nourriture contaminée, touche particulièrement les enfants et les personnes vulnérables. Les infrastructures médicales disponibles dans le camp sont insuffisantes pour traiter tous les cas, ce qui aggrave la propagation de cette maladie.

### Soins médicaux
Les soins de santé dans le camp sont largement insuffisants pour répondre aux besoins des déplacés. Bien que Médecins Sans Frontières (MSF) et d'autres ONG médicales fournissent une assistance essentielle, les ressources sont limitées. Les cliniques temporaires manquent de médicaments, de personnel médical et d'équipements pour traiter des maladies courantes telles que le paludisme, les infections respiratoires et les diarrhées. Les urgences médicales nécessitent souvent un transfert vers des hôpitaux en dehors du camp, ce qui est difficile pour la majorité des résidents qui n'ont pas les moyens financiers.

## Interventions humanitaires
Plusieurs organisations humanitaires, telles que le Haut-Commissariat des Nations Unies pour les réfugiés (HCR), le Programme alimentaire mondial (PAM), Médecins Sans Frontières (MSF), et d'autres ONG locales et internationales, sont actives dans le camp. Elles fournissent :
- De l'aide alimentaire, bien qu'insuffisante ;
- Des soins médicaux pour tenter de réduire la mortalité due à des maladies évitables ;
- Un soutien psychologique et social pour les victimes de traumatismes liés au déplacement ;
- Des activités éducatives pour les enfants déplacés afin de maintenir un semblant de normalité.

Cependant, les ressources disponibles restent largement insuffisantes pour répondre aux besoins croissants.

## Défis et enjeux

### Surpopulation et infrastructures limitées

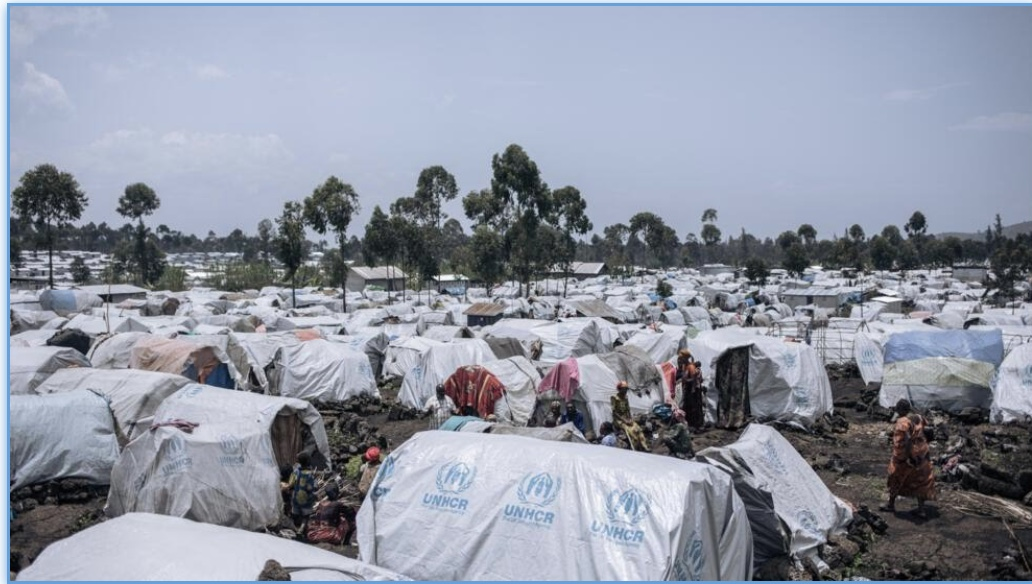
Population de camp de déplacés de Bulengo dépasse la barre de 100 000 personnes

Le camp de Bulengo est souvent surchargé en raison des flux constants de déplacés. Cela aggrave les tensions et rend difficile l'accès aux ressources disponibles.

### Sécurité et protection
Les PDI sont exposées à des menaces, y compris des violences sexuelles, des vols et des attaques de groupes armés.

### Crises sanitaires persistantes
La propagation des maladies, comme la fièvre typhoïde, le choléra et le paludisme, reste un défi majeur en raison du manque d'hygiène et d'accès aux soins.

### Financement insuffisant
L'insuffisance des fonds alloués à la réponse humanitaire dans la région compromet la capacité des organisations à fournir des services adéquats.

### Solutions durables
Le retour volontaire et sécurisé des déplacés dans leurs régions d'origine demeure un défi, compte tenu de l'insécurité persistante et du manque de réhabilitation des zones affectées par les conflits.

## Perspectives d'avenir
La communauté internationale et les autorités congolaises s'efforcent de trouver des solutions à long terme pour les déplacés internes du camp de Bulengo et d'autres sites similaires. Cela inclut :
- La promotion de la paix et de la stabilité dans les zones de conflit[23],[24], ;
- La réhabilitation des infrastructures dans les régions d'origine des déplacés[25] ;
- Le renforcement des capacités locales pour gérer les crises humanitaires[26].

Le camp de déplacés de Bulengo illustre les défis urgents d'une crise humanitaire prolongée en RDC. Les efforts de réponse doivent être renforcés pour assurer la dignité, la sécurité et la survie des milliers de personnes qui y trouvent refuge.